# Újvárosi református templom (Makó)

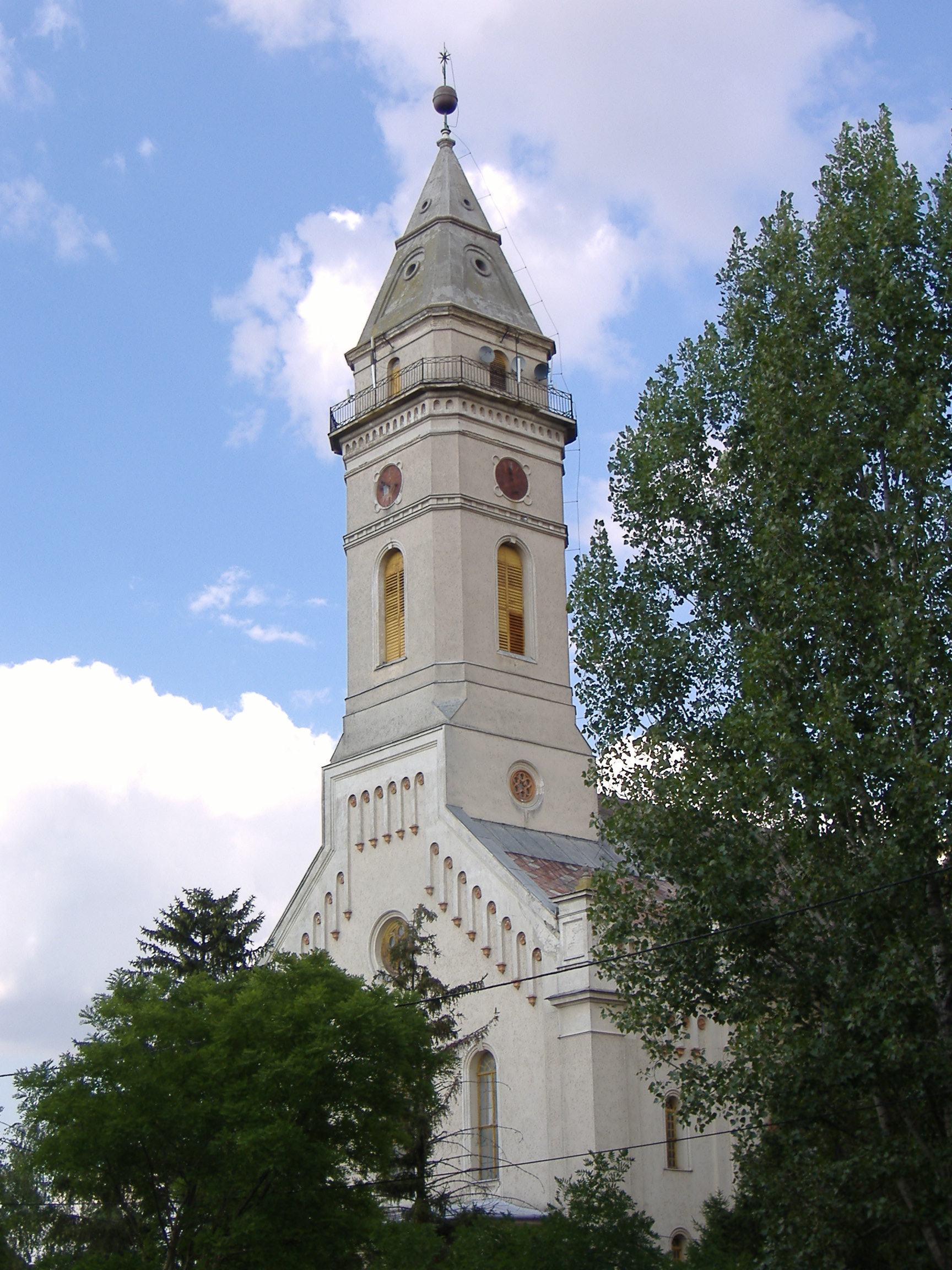
A templom oldalnézetből

A makói Újvárosban található református templom 1882-ben épült, a város legkiforrottabb romantikus építészeti emléke.
Az épület tervét 1871-ben készítette Besenbach Aladár tatai építész. 1876. november 5-én rakták le az alapkövet; az építőmesterek Szép Ferenc és Jókai István voltak. Az alapkőletétel hatodik évfordulóján szentelték föl, 1882-ben. A templomot 1932-ben, 1957-ben, 1963-ban és 1974-ben is fölújították.
A templom tengelye kelet-nyugati irányú, a keleti vége egyenes záródású. A főbejárat nyitott, tetőzetét négy kettőzött korinthoszi oszlop tartja. Az épületbe három kapun keresztül lehet belépni; ennek megfelelően a homlokzatot háromíves záródású ablak tagolja - ez a nyugati karzatot világítja meg. Fölé rózsaablakot helyeztek el; az ívsorral díszített oromfal kéményformát követ. A kiszögellő kereszthajók tagolják az oldalhomlokzatot, oromzata szintén a kéményformát követi. A koronázópárkány alatt körbefutó ívsor található.
A 42 méter magas tornyot a nyugati homlokzaton helyezték el. Élei lecsapottak, ablaki zsalusak. Konzolos párkányon áll a vasrácsos sétáló, aminek közelében alakították ki a toronyőr szobáját. A téglából falazott toronysisak gúla alakú, díszítőelemként övpárkányt és szellőzőnyílást helyeztek el rajta.
A templombelső kiképzése reneszánsz hatású. A belső térhez az északi kereszthajó földszintes és karzati bővítménye csatlakozik. A karzatokat négy oszlop tartja. A keleti karzaton állították föl az 1887-ben Dangl Antal által épített orgonát; a hangszert 1901-ben Wegenstein C. Lipót modernizálta tizenkét változatúra. A kereszthajó déli szárnyában helyezték el a szószékföljárót és raktárszobát. A déli oldal közepén áll az úrasztala és a szószék. Az 
ablakok közötti falsávok fejezetesek. A hevederívekkel tagolt födém dongaboltozatos.
A város helyi közlekedésében részt vevő 5-ös számú autóbusznak van megállója a templom előtt.